# Rhododendron maximum
Rhododendron maximum er en rododendron fra det østlige USA. Den kan vokse fra områder ved kysten til ret højt op i bjergene.

## Beskrivelse
Planten er opret og vokser i kratform. Den bliver typisk 2-4 meter høj, men kan undertiden findes helt op til 8-9 meter høj. Den er stedsegrøn med en vækst, der er bred og løs, og den har tykke, læderagtige og mørkegrønne blade.
Den blomstrer ret sent med små rosa eller hvidlige blomster.

## Dyrkning
Arten er meget sjældent dyrket, og det, som dyrkes under dette artsnavn, er som regel hybrider. Der findes følgende varieteter:
- 'Album'
- 'Purpureum'
- 'Roseum'
- 'Leachii'
- 'Midsummer'
- 'Pride's Pink'